# Хлоя (фільм)
«Хлоя» (англ. Chloe) — психологічна драма канадського режисера Атома Егояна, вийшла у 2010 році, ремейк фільму «Наталі», знятого французькою режисеркою Анн Фонтен у 2003 році.

## Сюжет
Кетрін Стюарт — лікарка, Девід — професор, у них прекрасний син-підліток, але їх стосунки охололи. Одного разу Девід запізнюється на літак і пропускає сімейне свято, присвячене його ж дню народження. Кетрін починає підозрювати чоловіка у зраді й ревнує його до всіх дівчат, з якими він спілкується.
Жінка укладає угоду з повією Хлоєю Суїні, яка має спокусити Девіда й надати докладний звіт. Та з часом звіти стають дедалі відвертішими, а зустрічі жінок — частішими. Врешті-решт Хлоя, яка закохалася в Кетрін, спокушає її. Девід починає підозрювати жінку в невірності через запізнення додому.
Кетрін вважає помилкою стосунки з Хлоєю й хоче припинити зустрічі. Вона вирішує поговорити втрьох із чоловіком і Хлоєю, щоби нарешті викрити зрадника. Втім, Хлоя, побачивши Девіда, тікає, і Кетрін розуміє, що звіти про зраду її чоловіка неправдиві. Девід каже, що, незважаючи на спокуси, він вірний Кетрін. Жінка вимушена зізнатися, що вона зрадила його з Хлоєю. Вони тепло згадують минулі часи, ще до народження дитини, коли вони були сповнені почуттями й турботою одне про одного.
Тим часом Хлоя, яка зблизилась з їхнім сином, схожим на свою матір, приходить до нього та спокушає його в батьківський спальні. Кетрін повертається додому й зустрічає їх у постілі. Вона хоче позбутися Хлої, але та намагається вбити Кетрін, аж потім цілує. Намагаючись приховати це від очей сина, Кетрін випадково штовхає Хлою, і вона падає з вікна.

## Ролі
- Джуліанн Мур — Кетрін Стюарт
- Аманда Сейфред — Хлоя Суїні
- Ліам Нісон — Девід Стюарт
- Макс Тіріот — Майкл Стюарт
- Ніна Добрев — Анна
- Наталі Лісинська — Елайза
- Р.Г. Томсон — Френк
- Меган Хефферн — Міранда

## Цікаві факти
- Картина повністю знімалася в Торонто. У фільмі показано місцеві готелі й ресторани під справжніми назвами.
- Під час знімання фільму дружина Ліама Нісона Наташа Річардсон отримала серйозну черепно-мозкову травму, катаючись на гірських лижах. Нісон покинув знімальний майданчик, щоб доглядати за дружиною (яка померла через два дні після події). Авторам картини довелося робити зміни в сценарій, виходячи з відсутності виконавця однієї з головних ролей. Однак через деякий час після смерті дружини Нісон вирішив повернутися на знімання. Решта сцен з його участю були зняті за два дні.
- У фільмі згадується канадська інді-рок-група Raised by Swans, дві пісні якої увійшли до саундтреку картини.
- Авторка оригінального фільму, «Наталі», Енн Фонтен повідомила, що її зацікавила інтерпретація сценарію, запропонована Егояном. Окрім того, вона сказала, що не була задоволена своїм фільмом повною мірою, оскільки акторки Фанні Ардан та Еммануель Беар відкинули намір режисерки втілити на екрані розвиток еротичних стосунків між їхніми героїнями.